# Samih al-Qasim
Samih al-Qasim (in arabo سميح القاسم‎?; al-Zarqa, 11 maggio 1939 – Rameh, 19 agosto 2014) è stato un poeta e giornalista palestinese con cittadinanza israeliana.
Di famiglia drusa, scriveva in arabo e il suo nome è associato alla rivoluzione e alla resistenza del popolo palestinese d'Israele. Fondatore del giornale Kol al-Arab, è stato membro del Partito Comunista di Israele (Rakah).

## Biografia
Al-Qasim è nato nel 1939 nella città di al-Zarqa nel nord della Transgiordania,oggi Giordania, mentre suo padre era nella Legione Araba del re Abd Allah I di Giordania. Egli proveniva da una famiglia drusa dalla città di Rameh in Alta Galilea. Ha finito la scuola secondaria a Nazaret. La sua famiglia costretta ad abbandonare la sua casa in seguito alla guerra (Nakba) del 1948.
Nel suo libro su Principi e Arte, egli spiega,
(Samih al-Qasim)
Al-Qasim ha scritto 24 volumi di poesia e pubblicato sei raccolte di poesie. Le sue poesie sono, in genere, relativamente brevi, alcune di soli due versi.
Come giornalista ha lavorato per i quotidiani al-Ittihad, al-Jadid, Index.